# Borvo
Borvo  (ook wel Bormo, Bormanus, Bormanicus, Borbanus, Boruoboendua, Vabusoa, Labbonus of Borus genoemd) was de god van de genezing in de Keltische mythologie. Hij werd geassocieerd met borrelend en bruisend bronwater.

## Centra van aanbidding
In Gallië werd Borvo vooral vereerd in Bourbonne-les-Bains, dat in het land van de Lingones lag. Ook werd hij in Entrains-sur-Nohain en in Aix-les-Bains aanbeden. In Bourbonne-les-Bains, Entrains-sur-Nohain en in Aix-les-Bains zijn er in totaal twaalf inscripties gevonden, waarin de aanbidders de heling van zichzelf of van anderen wensen. Aangezien Borvo met bruisend bronwater werd geassocieerd, worden er vooral bij bronnen en thermen inscripties en (restanten van) offertempels voor Borvo gevonden. De plaatsnaam Bourbon-l'Archambault wordt ook met hem in verband gebracht. Zo redenerende, is deze Keltische godheid indirect naamgever geworden van het Huis Bourbon, waaruit veel koningen van Frankrijk voortkwamen.
Ook buiten Gallië werd Borvo vereerd: zo werd hij in Utrecht, onder de naam Boruoboendua Vabusoa Labbonus aanbeden. In Portugal werd hij onder de naam Borus geassocieerd met de Romeinse oorlogsgod Mars. 

## Etymologie
De verschillende namen van Borvo (Bormo, Bormanus, Borus, etc.) lijken gebaseerd op de stam *-boru, dat een verbastering van de stam *-beru is. De laatstgenoemde stam betekende in het Protokeltisch waarschijnlijk "bubbelen" of "bruisen".